# Francisco Javier Equisoain
Francisco Javier Equisoain Azanza, bekannt unter seinem Spitznamen „Zupo“ Equisoain (* 7. Mai 1962 in Pamplona) ist ein spanischer Handballtrainer und ehemaliger Handballspieler.

## Karriere
„Zupo“ Equisoain lernte das Handballspielen in der Schulmannschaft der Escuela Balonmano Maristas San Antonio. Bei SDC San Antonio spielte der Torwart in der Jugend sowie ein Jahr bei den Erwachsenen in der 1.ª Div. Nacional, der damaligen zweiten spanischen Liga. Bereits seit 1979 war er nebenbei als Trainer im Jugendbereich des Vereins tätig. Ab 1988 trainierte er die erste Männermannschaft, mit der er in seiner Premierensaison in die erste spanische Liga aufstieg. Nachdem San Antonio in der Saison 1992/93 wieder absteigen musste, übernahm er den Posten beim Erstligisten BM Conquense aus Cuenca.
Nachdem San Antonio zur Saison 1995/96 wieder in die Liga ASOBAL aufgestiegen war, kehrte Equisoain dorthin zurück. Die Mannschaft, die ab 1997 vom finanzkräftigen Zementhersteller Portland gesponsert wurde, stieg unter seiner Leitung zu einem europäischen Spitzenteam auf. In der Folge wurden Stars wie Oleg Kisseljow (1997), Mateo Garralda, Michail Jakimowitsch (beide 1999), José Javier Hombrados und Jackson Richardson (beide 2000) verpflichtet. In der Saison 1997/98 wurde man erstmals Zweiter in der nationalen Liga und in der Copa del Rey, die man ein Jahr darauf gewinnen konnte. In der Saison 1998/99 war er zusätzlich Nationaltrainer Portugals. In der Saison 1999/2000 wurde man wieder Zweiter in der Liga, in der Copa ASOBAL und in der Supercopa Asobal. Im Europapokal der Pokalsieger 1999/2000 gewann das Team aus Pamplona seinen ersten Europapokal gegen den ungarischen Verein Dunaferr SE, im Verlauf des Jahres folgte die europäische Vereinseuropameisterschaft. In der Saison 2000/01 durchbrach San Antonio die fünfjährige Titelserie des FC Barcelona in der EHF Champions League und besiegte die Katalanen in den Finalspielen. Zusätzlich gewann man die Copa del Rey. Im folgenden Jahr wurde er mit seiner Mannschaft erstmals spanischer Meister und gewann den spanischen Supercup. In der Saison 2002/03 erreichte man erneut die Finalspiele der EHF Champions League, unterlag dort trotz eines 27:19-Hinspielerfolges noch dem französischen Team Montpellier Handball um Nikola Karabatić und Thierry Omeyer mit 19:31 im Rückspiel. Im Europapokal der Pokalsieger 2003/04 besiegte man in der Finalrunde BM Valladolid. 2005 wurde San Antonio erneut spanischer Meister. Mit BM Ciudad Real kam nun ein weiterer finanzstarker Verein hinzu. In der Saison 2005/06 gewann man mit der Supercopa den letzten Titel. In der Copa ASOBAL unterlag man dreimal in Folge Ciudad Real im Endspiel, genau wie in der EHF Champions League 2005/06. Auch in der Liga ASOBAL musste man sich 2006/07 mit dem zweiten Platz begnügen. Nach dieser Spielzeit wechselte Equisoain von der Trainerbank ins Management seines Stammvereins.
Nach dem Rückzug des Hauptsponsors Portland wurde er 2008 Nationaltrainer von Italien. Nach zwei Jahren kehrte er nach Spanien zurück und übernahm die Mannschaft aus Cuenca, die als Cuenca 2016, BM Ciudad Encantada und GlobalCaja Ciudad Encantada in der Liga ASOBAL antrat. 2013/14 belegte die Mannschaft den sechsten Rang. Im April 2014 übernahm er die katarische Junioren-Handballnationalmannschaft. Von 2015 bis 2017 war er Trainer des portugiesischen Vereins Sporting Lissabon, mit dem er 2017 die portugiesische Meisterschaft und den EHF Challenge Cup gewann. Nach zwei Jahren beim spanischen Erstligisten BM Benidorm übernahm er 2019 die Männer-Handballnationalmannschaft der Vereinigten Arabischen Emirate für ein Jahr. Von 2020 bis 2022 leitete er den spanischen Erstligisten CB Nava. Im Dezember 2022 wurde er Trainer des italienischen Vereins Raimond Sassari. Mit diesem Verein gewann er im Dezember 2023 den italienischen Supercup.